# Alpha Ophiuchi

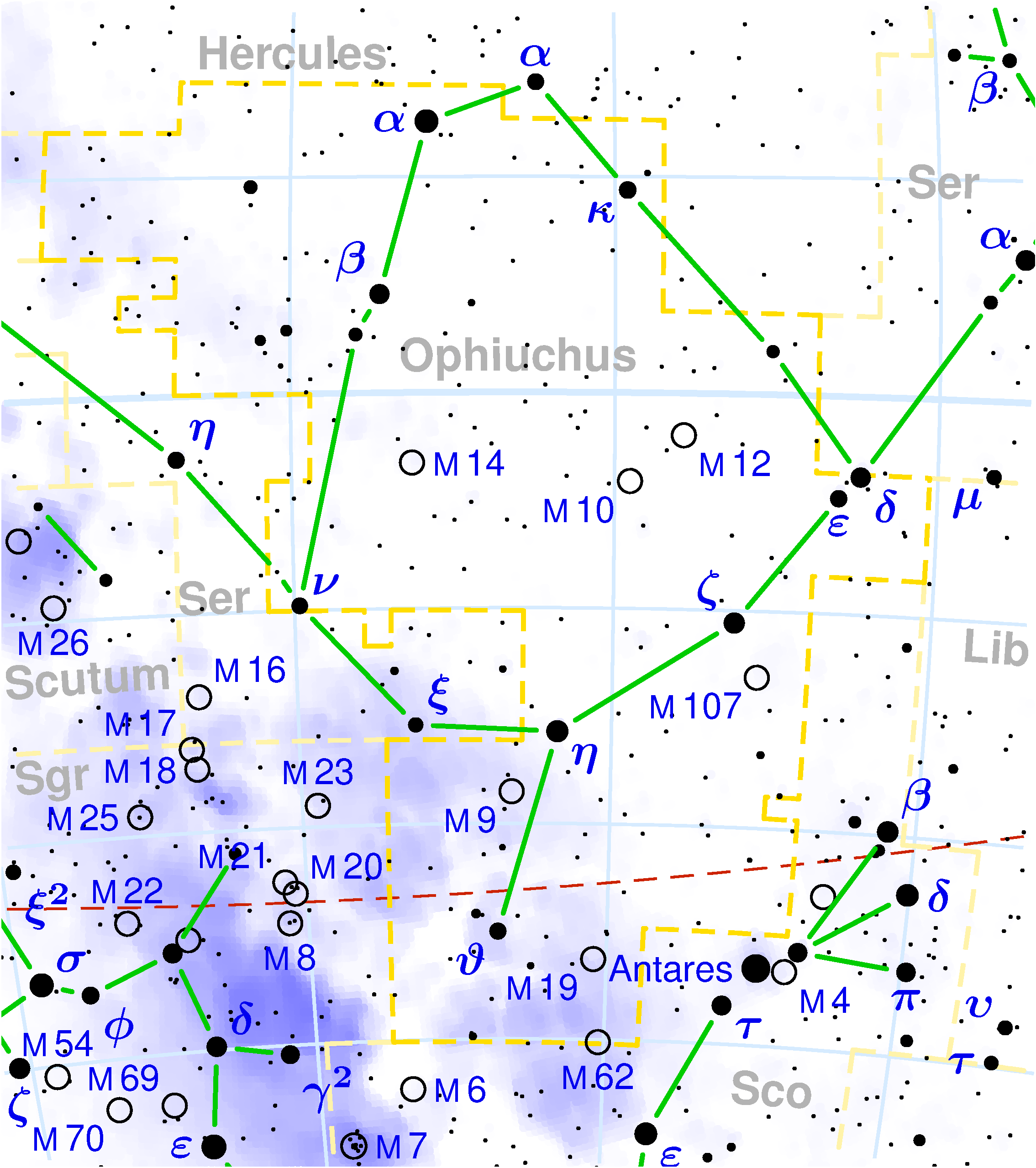
Harta constelaţiei Ophiuchus

Alpha Ophiuchi (α Ophiuchi) sau Rasalhague sau Ras Alhague este steaua cea mai strălucitoare din Constelația Ophiuchus. 
În astronomia chineză ea poartă numele de Hou, reprezentând un astrolog care asistă un împărat, Dizuo (α Herculis / Ras Algethi).

## Caracteristici
Alpha Ophiuchi este o stea binară. Primara este o stea gigantă albă de tip spectral A5III, aflată la distanța de 47 de ani-lumină de Pământ. Nu prezintă semne de variabilitate, iar magnitudinea sa aparentă este de +2,08; ea strălucește de 26 de ori mai mult decât Soarele, fapt ce îi oferă o magnitudine absolută de 1,3. Companionul său se află la distanța de 7 u.a. și orbitează în 8,7 ani.

## Nume tradițional
Alpha Ophiuchi este cunoscută și sub numele tradițional Ras Alhague sau Rasalhague (din arabul رأس الحية, raʾs al-ḥayyah, semnificând „capul îmblânzitorului de șarpe”).